# Maria Kristin Yulianti
Maria Kristin Yulianti (n. 25 iunie 1985, Tuban⁠(d), Provincia Java de Est, Indonezia) este o jucătoare de badminton ce a reprezentat Indonezia, medaliată olimpică. A participat la o ediție a Jocurilor Olimpice (2008) în care a câștigat o medalie de bronz.